# 미나미 마나부
미나미 마나부(일본어: 己浪 学, 1988년 2월 17일 ~ )는 일본의 전 축구 선수이다.

## 구단 경력
과거 YSCC 요코하마, 레인미어 아오모리에서 활동하였다.